# 华王乡
华王乡，是中华人民共和国湖南省郴州市安仁县下辖的一个乡镇级行政单位。

## 行政区划
华王乡下辖以下地区：
东桥村、小背村、茶叶村、大塘村、石毕村、华王村、合江村、长江村、五峰村和消湾村。